# Gastone Simoni

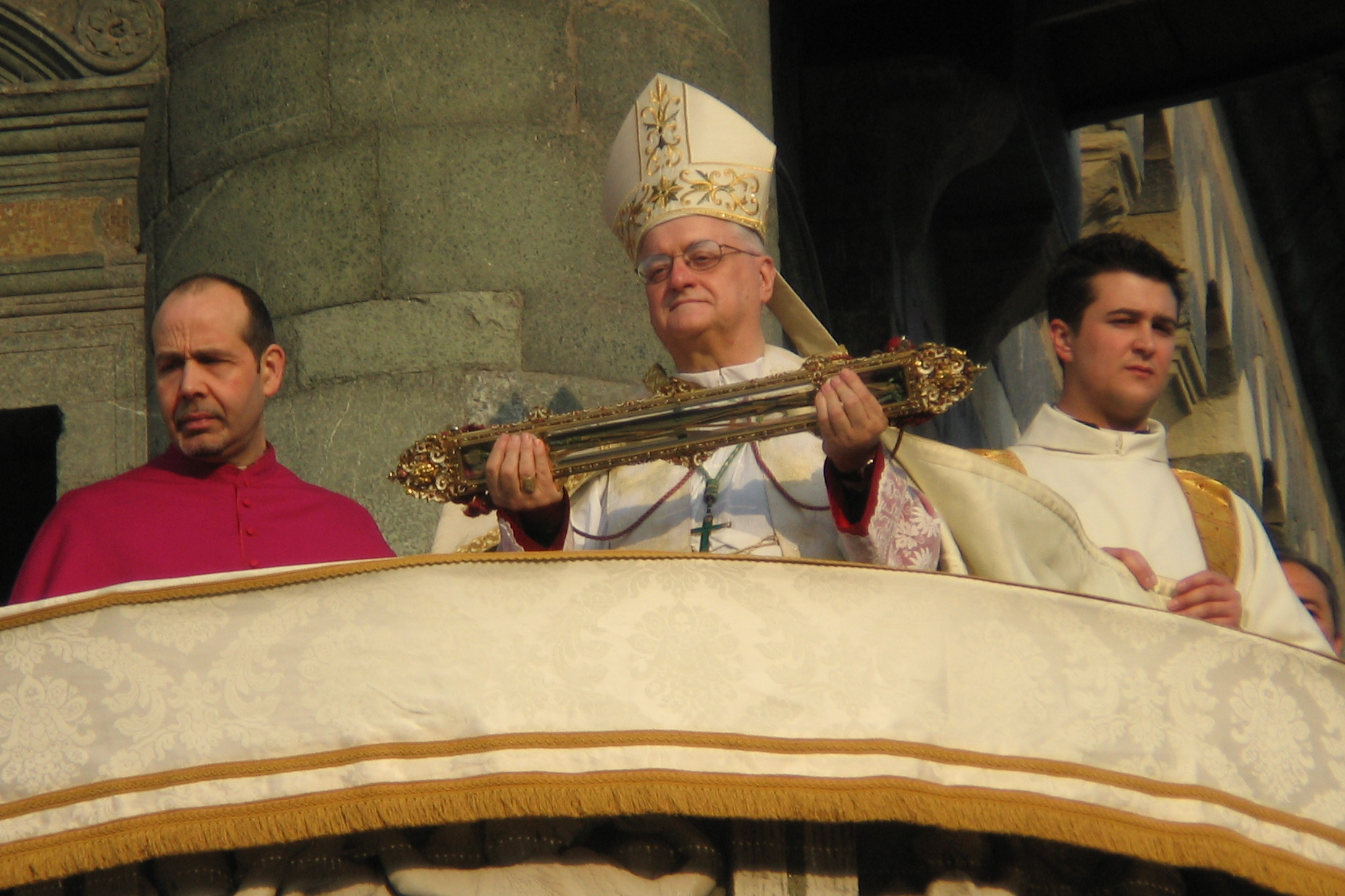
Bischof Simoni (M.) während der Ausstellung des Heiligen Gürtels (2007)

Bischofswappen

Gastone Simoni (* 9. April 1937 in Castelfranco di Sopra; † 28. August 2022 in Fiesole) war ein italienischer Geistlicher und römisch-katholischer Bischof von Prato.

## Leben
Gastone Simoni trat im Oktober 1946 in das Knabenseminar von Strada in Casentino ein und wechselte im Herbst 1949 in das Priesterseminar von Fiesole, wo er bis zum Ende seines Theologiestudiums blieb. Am 1. Januar 1960 empfing er die Priesterweihe durch den Bischof von Fiesole, Antonio Bagnoli. Er erwarb einen Abschluss in Philosophie an der Gregoriana in Rom. Im Jahr 1969 wurde er zum Generalprovisor des Bistums Fiesole und 1975 zum Generalvikar ernannt, ein Amt, das er bis zu seiner Ernennung zum Bischof von Prato innehatte. Acht Jahre lang, von 1970 bis 1978, war er Rektor des diözesanen Priesterseminars. Ab 1973 kümmerte er sich um die Seelsorge für die christliche Spiritualität und die soziale Kultur von Katholiken, die in Politik und Sozialarbeit tätig waren.
Papst Johannes Paul II. ernannte ihn am 7. Dezember 1991 zum Bischof von Prato. Der Papst persönlich spendete ihn am 6. Januar des nächsten Jahres die Bischofsweihe; Mitkonsekratoren waren Josip Uhač, Sekretär der Kongregation für die Evangelisierung der Völker, und Giovanni Battista Re, Substitut des Staatssekretariates. Die Amtseinführung in Prato folgte am 23. Februar 1991. Sein bischöfliches Motto war Motto „Secundum verbum tuum“ (deutsch: Mir geschehe nach deinem Wort).
Er war unter anderem Delegierter der toskanischen Bischöfe für Sozialpastoral und Arbeit (2000–2005) und für soziale Kommunikation (2005–2013). In der italienischen Bischofskonferenz war er von 2005 bis 2006 lang Interimsvorsitzender der Bischofskommission für Kultur und soziale Kommunikation.
Am 29. September 2012 nahm Papst Benedikt XVI. das von Gastone Simoni aus Altersgründen vorgebrachte Rücktrittsgesuch an und ernannte ihn bis zur feierlichen Amtseinführung seines Nachfolgers, Franco Agostinelli, zum Apostolischen Administrator des Bistums Prato.
Simoni starb am 28. August 2022 im Alter von 85 Jahren an den Folgen eines Schlaganfalls im Pflegeheim Villa Torrigiani in Fiesole.

## Wirken
Gastone Simoni galt als „politischer“ Bischof, Verfechter der Katholischen Soziallehre und nach dem Florentiner Kardinal Gualtiero Bassetti als eine große Persönlichkeit der italienischen Kirche. Kardinal Giuseppe Betori bezeichnete ihn als apostolo della Dottrina sociale (deutsch: Apostel der Soziallehre). So hatte er 2001 die Collegamento sociale cristiano (deutsch: Christliche Sozialverbindung) gegründet, ein Netzwerk von Menschen, die sich für das Gemeinwohl einsetzen. Bereits 1975 hatte er als Priester in der Toskana die Zeitschrift Supplemento d'anima für sozial und politisch engagierte Christen gegründet, eine spirituellen Zeitschrift für gesellschaftspolitisch engagierte Menschen, die in ganz Italien verbreitet wurde und deren Herausgeber er jahrzehntelang war. Er gründete das erste „Emporio della solidarietà“ in Italien, die „Mensa dei poveri“ (deutsch: Kantine für die Armen), ein Heim für junge Mütter und getrennt lebende Väter, ein Heim für ausländische Arbeiter, die „Ronda notturna“ (deutsch: Nachtpatrouille) für Obdachlose, den „Dienst zur Bekämpfung des Menschenhandels“, den Fonds „Gemeinsam für die Familie“, die Theologische Hochschule des Bistums, die ständige eucharistische Anbetung in zwei Kirchen, die Nähe zu den Migranten, angefangen bei den chinesischen Migranten mit den Hörzentren, und die Gründung von „Seelsorgeeinheiten“ für ethnische Gemeinschaften in seinem Bistum wie auch Hilfemaßnahmen für Straßenprostituierte. Der Fokus auf die Arbeitsmöglichkeiten von jungen Menschen war ein grundlegendes Element seines Wirkens. Für sein Wirken wurde er mit der Ehrenbürgerschaft der Gemeinde Prato ausgezeichnet.